# Zhangjiajie National Forest Park

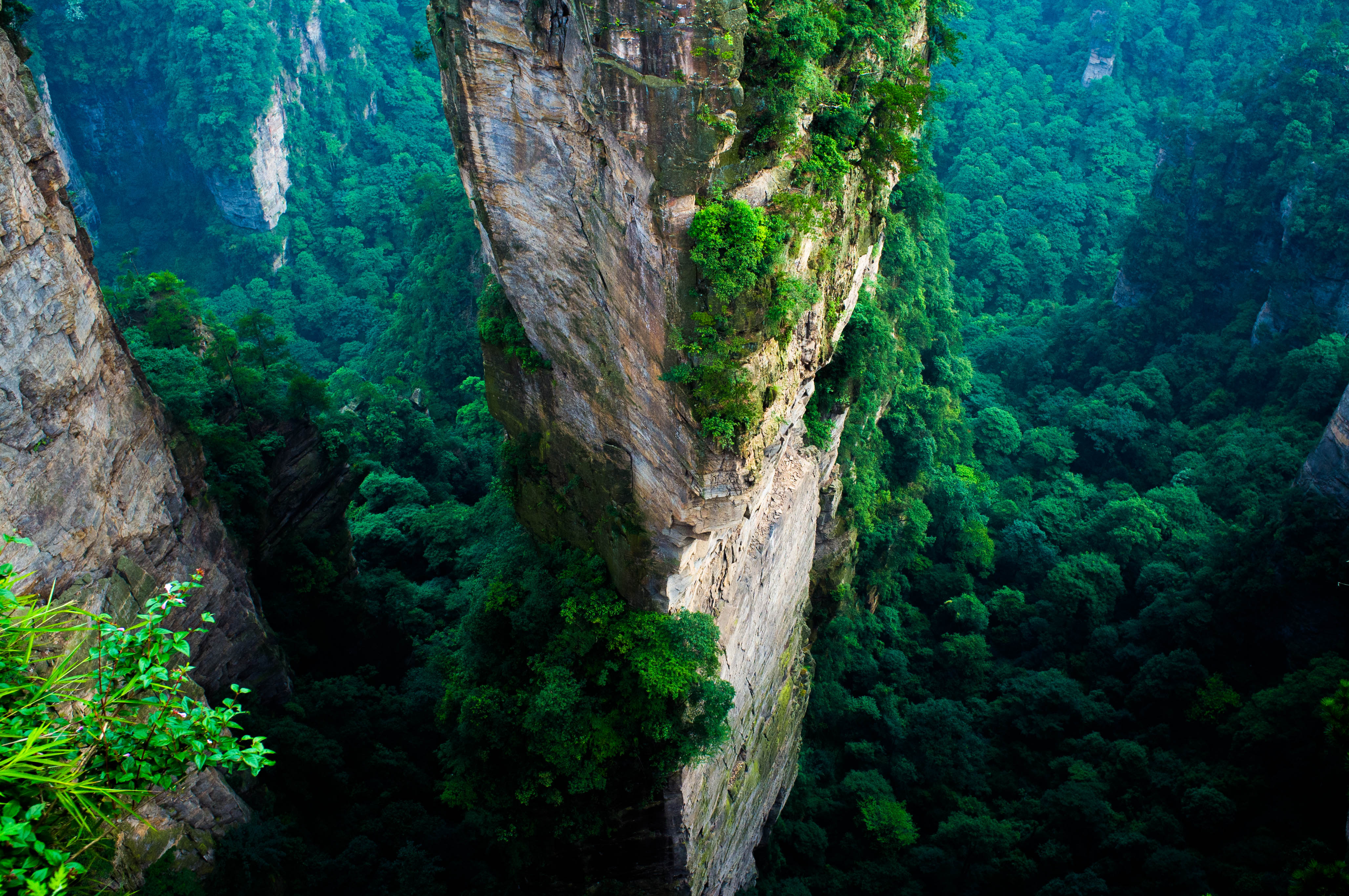
Felsen im Nationalpark

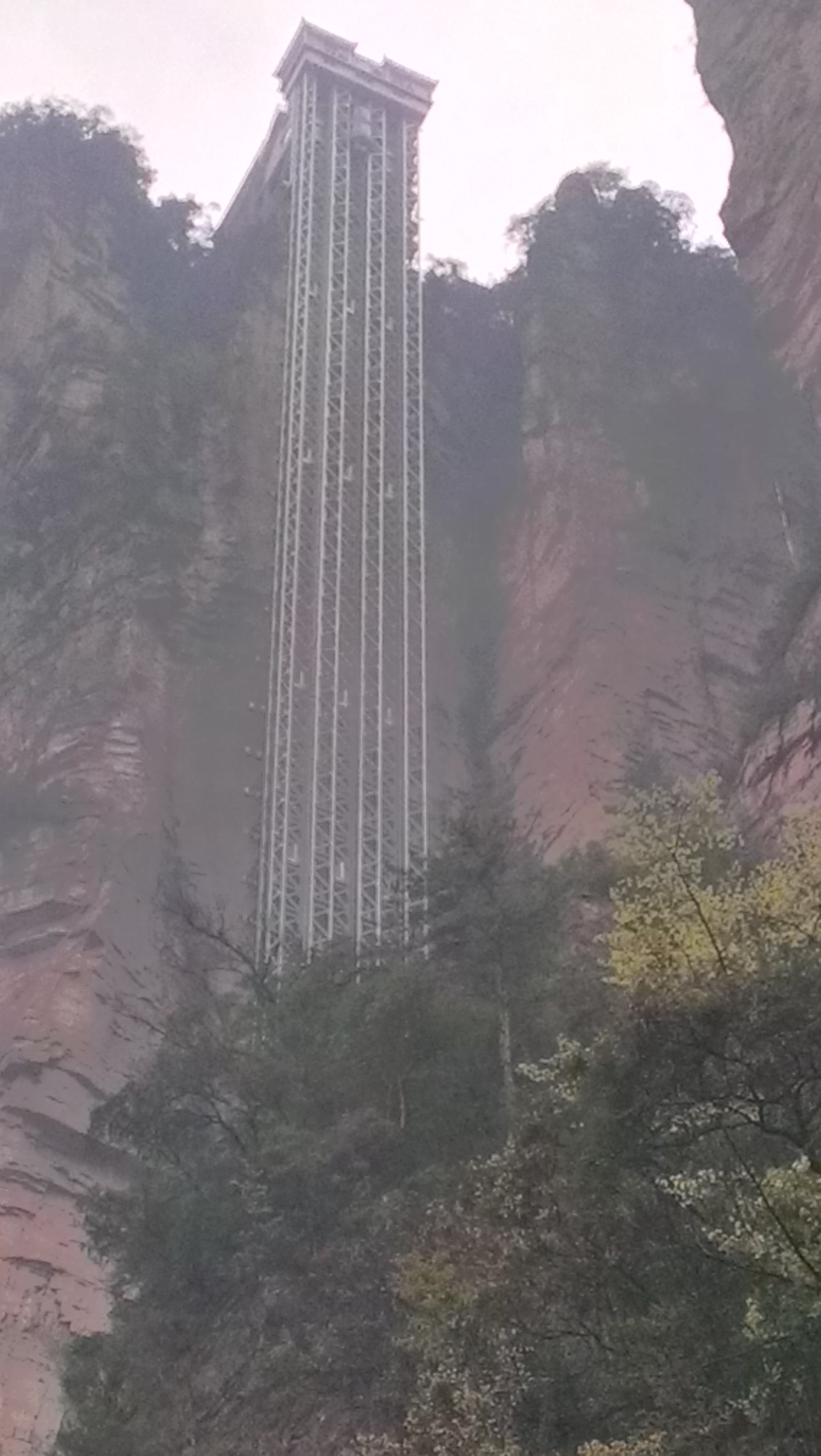
Bailong-Aufzug

Der Zhangjiajie National Forest Park (chinesisch 湖南张家界国家森林公园) ist ein Nationalpark der Stadt Zhangjiajie. Er liegt in der Provinz Hunan, im Zentralosten der Volksrepublik China. Er umfasst eine Fläche von 48,15 km² und gehört zum Wulingyuan Gebiet, das 397,5 km² umfasst und seit 1992 zum UNESCO-Welterbe gehört.
Im August 2016 wurde in dem Park die mit 430 Metern längste und mit bis zu 300 Metern Abstand zum Erdboden auch höchste Glasbodenbrücke der Welt eröffnet. Die Hängebrücke trägt 800 Menschen zugleich und ist konzipiert, täglich 8000 Touristen queren zu lassen. Ihre 99 Glaspaneele sind 6 m breit. Fast gleichzeitig eröffnet wurde ein gläserner Pfad, der sich in der Höhe um einen steil aufragenden Felsen in den Tianmen-Bergen schlängelt.